# Joseph-David Gagné
Joseph-David Gagné, né le 20 août 1886 à La Baie et mort le 19 février 1972 à Victoriaville, est un homme d'affaires et homme politique québécois.